# 라자 페르바이즈 아슈라프
라자 페르바이즈 아슈라프(우르두어: راجہ پرویز اشرف, 영어: Raja Pervaiz Ashraf, 1950년 12월 26일~)는 파키스탄의 정치인, 기업인, 농업인으로, 현 국회의장이자 NA-58 (라왈핀디-II) 출신의 파키스탄 국회의원이다. 2012년 6월 22일부터 2013년 3월 16일까지 파키스탄의 제19대 총리를 지냈다. 그는 또한 파키스탄의 반체제 정당 연합인 파키스탄 민주 운동(PDM)의 수석 부총재를 지냈다.
2008년 3월부터 2011년 2월까지 유사프 라자 길라니 정부에서 물과 힘의 장관을 지냈다. 2012년 6월 22일 유사프 라자 길라니가 법원의 고발을 무시한 혐의로 실격되자 파키스탄 인민당(PPP)의 고위 지도자인 아슈라프가 총리직을 맡았다. PPP에 의해 후보로 지명된 그는 결국 국회에서 211 대 89의 투표를 기반으로 선출되었다.
부패 스캔들을 다루면서, 그의 총리 재임 기간 동안의 주요 업적 중 하나는 특히 970MW 닐룸질룸 프로젝트를 개발하고 실행하는 그의 관심이었다. 이 프로젝트는 파키스탄 대법원이 중단한 이슬라마바드의 세이프 시티 프로젝트 복구와 관련된 4억 4800만 달러의 대출을 중국 엑심 은행이 거절하면서 큰 충격을 받았다. 그의 재임 기간 동안 물 및 전력 개발청(WAPDA)은 길기트발티스탄에서 여러 개의 초대형 프로젝트를 시작했다.

## 어린 시절
라자 페르바이즈 아슈라프는 1950년 12월 26일 신드주 상하르에서 태어났다. 그는 1970년 신드 대학교를 졸업하고 정치에 입문하기 전에 농업에 종사했다. 그는 누스라트 페르바이즈 아슈라프와 결혼했으며, 2남 2녀를 포함한 4명의 자녀를 두고 있다. 아슈라프는 파크랄의 민하스 씨족에 속하며 원래 펀자브주 북부 포토하르 지역의 라왈핀디구의 산업 도시 구자르 칸 출신이다. 포토하르 지역은 정치적, 군사적으로 유명한 인물들이 많이 살고 있다. 아슈라프는 전통적인 정치적 배경을 가진 지주들의 중산층 가족 출신이다. 그의 삼촌은 1960년대에 아유브 칸의 내각에서 장관을 지냈다. 그의 부모는 그가 태어나고 자란 신드주의 상하르 마을에 농지를 소유하고 있었다. 아슈라프는 다국어를 구사하며 영어, 우르두어, 펀자브어, 포트와리어, 신디어를 유창하게 구사할 수 있다.

## 정치 경력
그는 라왈핀디 지역의 중요한 파키스탄 인민당(PPP) 충성파이자 지도자로 여겨진다. 그는 1990년, 1993년, 1997년 총선에 출마했다. 2002년과 2008년에 치러진 선거에서 승리했으며, 이후 연방 수자원부 장관과 유사프 라자 길라니 내각의 권력 장관으로 임명되었다.

### 국회의원
아슈라프는 자신의 지역구인 라왈핀디구 구자르 칸에서 파키스탄 국민의회(MNA) 의원으로 두 번 선출되었다. 그는 2008년 2월 선거에서 재선에 성공했다. MNA로 활동하는 동안 그는 카슈미르에 관한 상임위원회와 법, 정의, 인권에 관한 상임위원회의 위원으로 활동했다. 총리직에 오르기 전에는 PPP의 사무총장이기도 했다.

## 총리직

### 선출
2012년 4월 26일, 유사프 라자 길라니 총리는 아시프 알리 자르다리 대통령에 대한 기소를 거부한 혐의로 법정 모욕죄로 유죄 판결을 받았다. 2012년 6월 19일, 길라니는 대법원에 의해 직무를 수행할 자격이 없다는 판결을 받았다. 집권 파키스탄 인민당(PPP)은 길라니의 후임으로 막둠 샤하부딘 섬유장관을 지명했지만, 마약단속반이 샤하부딘의 마약 혐의 체포 영장을 발부하면서 지명은 무산됐다. 아슈라프는 그 후 당의 차기 후보로 선출되었다.
2012년 6월 22일 라자 페르바이즈 아슈라프가 파키스탄의 총리로 선출되었다. 그의 총리 선출은 공식적으로 정부가 없는 나라에서 며칠간의 혼란 끝에 그 나라의 정부를 회복시켰다. AP 통신은 아슈라프의 당선이 "국가를 휘젓고 있는 긴장을 진정시킬 것 같지 않다"며 많은 관측통들이 그가 전임자처럼 결국 축출될 것으로 예상한다고 언급했다. 정치 분석가인 라자 루미는 아슈라프가 오래 가지 못할 것을 알고 있었기 때문에 PPP에 의해 선택되었을 가능성이 높다고 말했다. 2012년 7월 24일, 정부는 법원의 기한이 만료되기 하루 전에 자르다리 대통령에 대한 독직 사건의 재개 결정을 내리지 않았다고 대법원에 알렸다.